# Louise de La Béraudière du Rouhet
Louise de La Béraudière de l'Isle Rouhet, née en 1530 et morte après 1586, parfois surnommée « La belle Rouhet » (nom qu'elle tenait d'une seigneurie de son père, René (Louis) de La Béraudière, sire de Beaumont et Rouhet ; sa mère était Madeleine du Fou de L'Isle-Jourdain du Vigeant), est une dame d'honneur de la reine Catherine de Médicis. On lui prête des aventures avec des membres de la famille royale de France.

## Biographie
D'une grande beauté, Louise de La Béraudière séduit le roi de Navarre Antoine de Bourbon dont elle devient la maîtresse. On prétend qu'elle a été encouragée par Catherine de Médicis, qui espérait ainsi faire passer ses exigences auprès d'Antoine de Bourbon par son intermédiaire. Antoine délaisse peu à peu l'affection de sa femme Jeanne d'Albret et finit par se convertir à la religion catholique. Jean Calvin, affolé de cette conversion, écrit :

« Il est tout à Vénus, […] la matrone, qui est expérimentée en cet art, a extrait de son harem ce qui pouvait attraper l'âme de notre homme en ses filets. »

Louise donne à Antoine en 1554 un fils, Charles de Bourbon, qui entrera dans les ordres et deviendra archevêque de Rouen en 1594, avant d'être délaissée par lui pour la maréchale de Saint-André, Marguerite de Lustrac. 
On lui prête souvent un premier mariage, en 1562 avec Louis de Madaillan d'Estissac, mort en 1565, mais il semble que madame d'Estissac soit une cousine homonyme (cf. l'article Louis d'Estissac, avec des références). C'est en tout cas l'épouse de Louis d'Estissac ― donc semble-t-il une cousine éloignée de la Belle Rouet ― qui habite le château de Coulonges-les-Royaux, fief des Madaillan dans le Poitou, où elle donne naissance à un fils, Charles d'Estissac († 1586 dans un duel où il était témoin de Claude de Pérusse des Cars, prince de Carency), et en 1564 à une fille, Claude d'Estissac, qui épouse le 27 mars 1587 François IV de La Rochefoucauld. Dans sa demeure poitevine, madame d'Estissac reçoit plusieurs personnalités importantes telles que Catherine de Médicis, Marguerite de France ou Michel de Montaigne. 
La belle Rouet est courtisée par Brantôme, qui lui adresse quelques vers passionnés :
Je n'ai jamais, Rouet, souffert douleur pareille

Et si ai de mon sang vu la terre vermeille

De lance, arquebusade et épée en maints lieux, 

Crois donc que l'on n'éprouve en guerre plaie telle 

Que celle qui nous vient au cœur par les beaux yeux 

d'une chaste beauté humainement cruelle
Néanmoins, elle préfère accorder ses faveurs à Michel de Montaigne. La rumeur et la propagande protestante prétendent que Louise de La Béraudière aurait déniaisé Charles IX, mais l’historien Simonin rappelle que le retard sexuel de l'enfant roi rend impossible leur relation. Elle aurait également été la maîtresse passagère du fougueux duc d'Anjou, dont elle aurait été enceinte. Toute sa vie durant, Louise aura de nombreux soupirants, dont Claude de Clermont, vicomte de Tallard. Une nuit que Louise est lasse des mots d'amours répétitifs du vicomte, elle lui aurait déclamé :

« Si vous m'aimez tant et que vous soyez si courageux que vous dites, donnez-vous de votre dague dans votre bras pour l'amour de moi. »

En 1580, elle rencontre Robert de Combault, seigneur d'Arcis-sur-Aube et maître d'hôtel du roi, capitaine des garde de la reine, dont elle a deux filles : Claude et Louise. Mais, après la mort de son fils lors d'un duel en 1586, elle disparaît dans la solitude et le repentir.